# Giovanni Rinaldo Coronas
Giovanni Rinaldo Coronas (Castelvetrano, 10 aprile 1919 – Roma, 5 gennaio 2008) è stato un poliziotto italiano, capo della polizia dal 1979 al 1984 e poi ministro dell'interno nel governo Dini.

## Biografia
Proveniente da una famiglia originaria di Siniscola, dopo la laurea in giurisprudenza la sua carriera parte dalla questura di Torino durante la seconda guerra mondiale, e nel 1943 Coronas passa all'amministrazione civile dell'Interno. Svolge le funzioni di capo di gabinetto presso le prefetture di Nuoro e di Forlì.
Nel 1954 è in servizio a Roma presso la direzione generale dell'amministrazione civile. Nominato prefetto nel 1967, è vice capo della Polizia fino al 1974.
Il 19 gennaio del 1979 è nominato capo della polizia.
Si impegna per varare un programma di riorganizzazione della Polizia di Stato, un intervento a tutto campo che spazia dall'amministrazione finanziaria, alla formazione, al coordinamento tra le forze di polizia nella lotta alla criminalità. Il suo mandato “tiene a battesimo” la riforma del Corpo di Polizia e la sindacalizzazione promossa dal generale Enzo Felsani e apre al servizio militare in Polizia. Con la smilitarizzazione diviene nel 1981 il primo Capo della polizia - direttore generale della pubblica sicurezza.
Presta attenzione al ruolo dei funzionari, per i quali inaugura l'Istituto Superiore di Polizia nel 1984 con due distinti percorsi di studio, per i laureati e per i diplomati.
Acquista i primi tre elicotteri della Polizia, creando una struttura di aerei leggeri e portando le volanti anche in mare con mezzi veloci per contrastare i contrabbandieri. Potenzia il centro di elaborazione dati e promuove un'anagrafe delle armi. Con la polizia stradale cerca di contrastare l'anonima sequestri sarda, responsabile in quegli anni di numerosi rapimenti, presidiando il territorio capillarmente giungendo tra l'altro all'arresto del bandito sardo Graziano Mesina.
Con lui le Fiamme Oro, il gruppo sportivo della Polizia, passano nel giro di due anni dal ventilato smantellamento a conquistare nell'atletica titoli italiani ed europei. Presiede personalmente il Fondo Assistenza, organismo che aiuta il personale in difficoltà per motivi di servizio.
Durante il suo mandato si trova a fronteggiare la lotta al terrorismo e alla mafia che negli anni ottanta registra un'escalation impressionante di assalti sanguinosi, con numerosi omicidi che colpiscono i servitori dello Stato di ogni categoria. Di quegli anni anche l'attentato a papa Giovanni Paolo II, l'attentato alla sinagoga di Roma, la strage di Ustica, la strage di Bologna e il rapimento del generale statunitense Dozier, con la successiva liberazione ad opera del neonato Nucleo Operativo Centrale di Sicurezza (NOCS).
Rimane capo della polizia fino al 27 aprile 1984. Nello stesso anno si candida, senza successo, alle elezioni europee con la Democrazia Cristiana.
Viene nominato ministro dell'Interno del governo Dini dall'8 giugno 1995 al 17 maggio 1996.
A lui, il 30 maggio 2009, è stata intitolata la sala conferenze della prefettura di Viterbo, che ospita anche alcuni suoi cimeli.